# Maria Koślińska
Maria Koślińska (ur. 17 października 1926 w Jedlinowie, zm. 15 listopada 2004) – polska entomolog lepidopterolog. 

## Życiorys
W 1953 ukończyła studia w Szkole Głównej Gospodarstwa Wiejskiego w Warszawie i uzyskała tytuł magistra inżyniera, a w 1964 obroniła tam doktorat. Zajmowała się systematyką, występowaniem i biologią motyli z rodziny zwójkowatych (Torticidae); badała ich znaczenie gospodarcze oraz metody zwalczania zwójek w uprawach sadowniczych. Dorobek naukowy dr Marii Koślińskiej stanowi 140 publikacji, w tym 42 oryginalne prace naukowe. 

## Odznaczenia
- Srebrny Krzyż Zasługi (1984)
- Złoty Krzyż Zasługi
- Nagroda II stopnia Ministerstwa Rolnictwa, Leśnictwa i Gospodarki Żywnościowej (1985)